# 侵略円盤キノコンガ
『侵略円盤キノコンガ』（しんりゃくえんばんキノコンガ）は、1976年に曙出版から刊行された白川まり奈の怪奇漫画である。破滅テーマのSF作品としても知られる。
1998年に太田出版より同じ作者の『どんづる円盤』を収録した単行本が復刻されたが、絶版。2006年6月現在は、eBookJapanで電子書籍として販売されている。

## あらすじ
主人公の少年は、佐田先生と共にハイキングに行った姥が岳でUFOに遭遇する。その後、墜落したUFOへ調査隊が向かうが、彼らはそこで発見されたキノコによって全滅する。宇宙から来たキノコは、動物に寄生しては彼らを支配して移動しながらあらゆる生き物への寄生を行い、世界中へ広がってゆく。尊敬していた佐田先生もキノコに寄生され、主人公に早く仲間になるように言いながら、押し入れから地中へ姿を消す。家族や友人たちが全てキノコ人間と化して行き、自身もキノコの胞子を体内に入れてしまった主人公は懸命に抵抗を試みるが、世界はキノコと緑に覆われてゆく。やがて、主人公が乗っていたブランコに人間の形をした巨大なキノコが乗り、揺られながら夜空を眺めている光景で物語は終了する。

## 解説
怪奇漫画家以外にも、SF研究家や画家としての顔を持つ白川まり奈の代表作である。ストーリー自体は映画『マタンゴ』『吸血鬼ゴケミドロ』、諸星大二郎の漫画『生物都市』などの亜流色が濃いが、冒頭のミクロな設定から地球規模へのマクロな展開へ何の救いもなく悲観的な物語を展開していく語り口と、各所へ効果的に挿入された白川の広範な知識の一端を感じさせるキノコに関する伝承や知識が、本作を凡百の怪奇漫画と一線を画す作品に仕上げている。
特に、キノコに寄生された人々が雨の中を列を成して移動していく場面や、キノコに寄生された佐田先生が「土の中に入りたくて仕方が無いんだ」とつぶやきながら、主人公にキノコと植物に覆われた世界の美しさを語る場面、そしてそんな状況に抵抗する主人公が眼帯を着けた巨大なキノコと化して満天の星と月を仰ぎながら、静かにブランコに揺られているラストシーンは圧巻である。